# Hilpoltstein

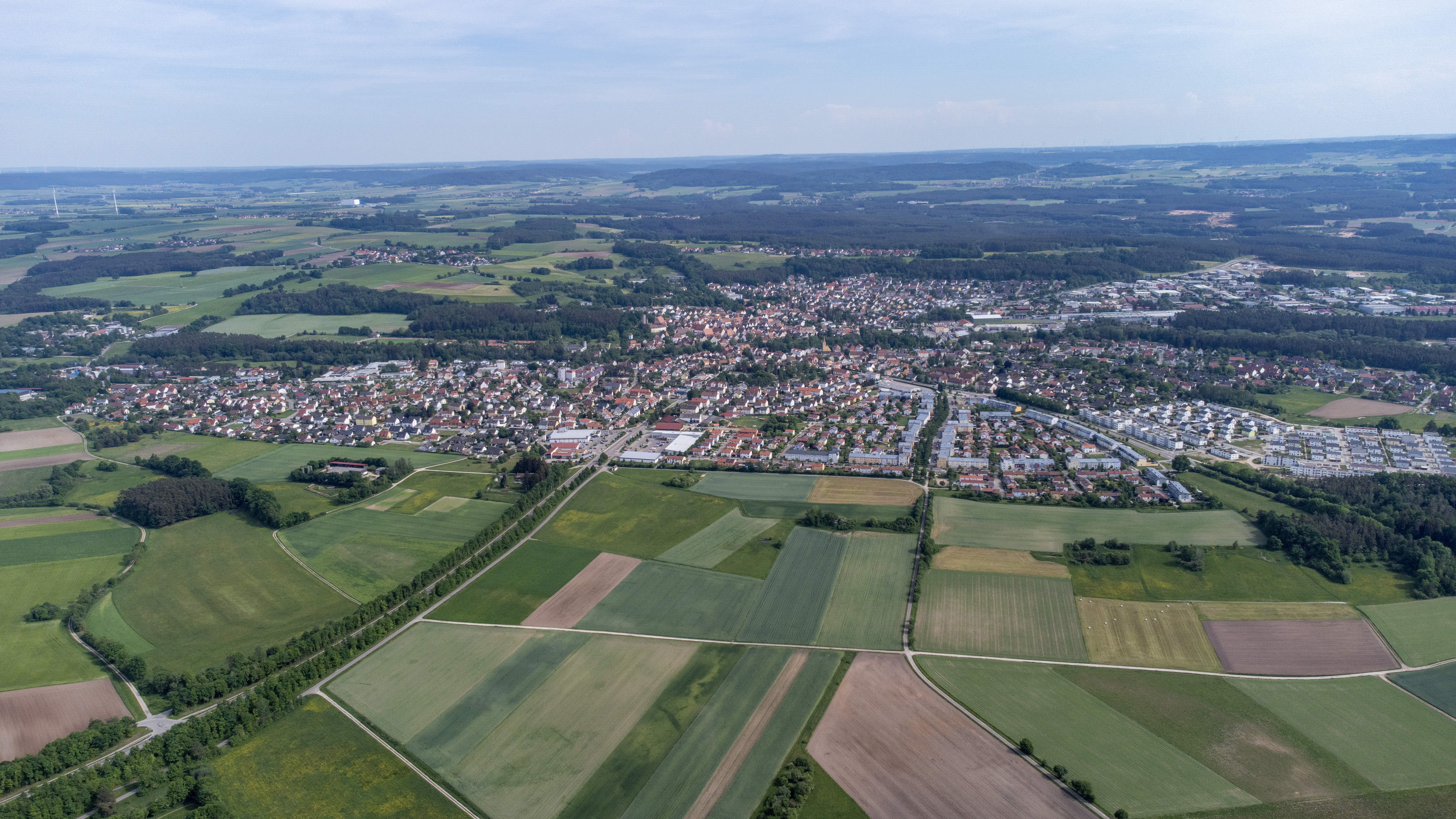
Luftaufnahme aus Norden

Hilpoltstein ([ˈhɪlpɔltˌʃtaɪ̯n] ⓘ) ist eine Stadt im mittelfränkischen Landkreis Roth in Bayern und liegt etwa 30 Kilometer südlich von Nürnberg.
Als eigentliche Begründer des oppidum in lapide (lateinisch für „Stadt im Stein“) um 1280 gelten Heinrich von Stein und sein Sohn Hilpolt I. aus dem Geschlecht der Herren von Stein.

## Geographie

### Topographie
Durch das Stadtgebiet fließt die Roth. Es wird vom Main-Donau-Kanal durchquert.

### Gemeindegliederung
Es gibt 49 Gemeindeteile (in Klammern der Siedlungstyp):
- Altenhofen (Dorf)
- Auhof (Stadtteil)
- Auholz (Einöde)
- Aumühle
- Bischofsholz (Dorf)
- Eibach (Dorf)
- Federhof (Weiler)
- Fuchsmühle (Einöde)
- Grauwinkl (Dorf)
- Hagenbuch (Kirchdorf)
- Häusern (Kirchdorf)
- Heindlhof (Einöde)
- Heuberg (Kirchdorf)
- Hilpoltstein (Stadt)
- Hofstetten (Kirchdorf)
- Holzi (Weiler)
- Jahrsdorf (Pfarrdorf)
- Karm (Dorf)
- Kauerlach (Weiler)
- Knabenmühle (Einöde)
- Lay (Dorf)
- Lochmühle b.Heuberg (Einöde)
- Lochmühle b.Oberrödel (Einöde)
- Löffelhof (Einöde)
- Lösmühle (Einöde)
- Marquardsholz (Dorf)
- Meckenhausen (Pfarrdorf)
- Meilenbach (Einöde)
- Mindorf (Kirchdorf)
- Minettenheim (Dorf)
- Mörlach (Kirchdorf)
- Oberrödel (Weiler)
- Patersholz (Dorf)
- Paulusmühle (Einöde)
- Pierheim (Dorf)
- Riedersdorf (Weiler)
- Rothenmühle (Einöde)
- Schweizermühle (Einöde)
- Seitzenmühle (Einöde)
- Sindersdorf (Kirchdorf)
- Solar (Dorf)
- Stephansmühle (Einöde)
- Tandl (Dorf)
- Unterrödel (Dorf)
- Weiherhaus (Einöde)
- Weihersmühle (Einöde)
- Weinsfeld (Kirchdorf)
- Zell (Pfarrdorf)
- Zereshof (Einöde)

Es gibt auf dem Gemeindegebiet 18 Gemarkungen: Hagenbuch, Heuberg, Hilpoltstein, Hofstetten, Jahrsdorf, Karm, Lampersdorf (Gemarkungsteil 1), Lay, Meckenhausen, Mindorf, Mörlach, Patersholz, Pierheim, Sindersdorf, Solar, Tiefenbach (Gemarkungsteil 0), Unterrödel und Weinsfeld.  Die Gemarkung Hilpoltstein hat eine Fläche von 8,415 km². Sie ist in 4551 Flurstücke aufgeteilt, die eine durchschnittliche Flurstücksfläche von 1849,08 m² haben. In ihr liegen neben dem namensgebenden Ort die Gemeindeteile Aumühle, Knabenmühle, Lösmühle, Seitzenmühle, Stephansmühle und Weiherhaus.

## Geschichte

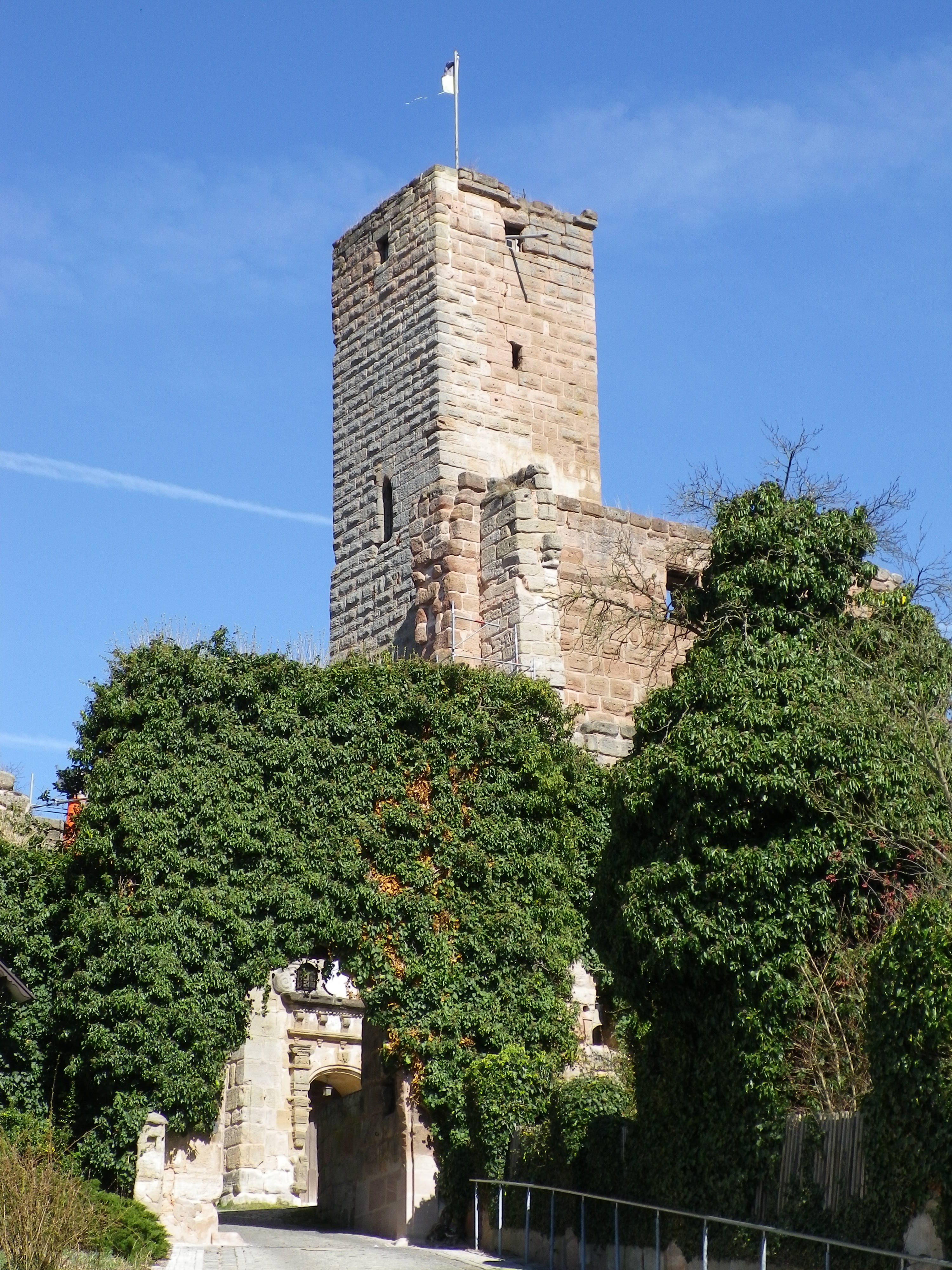
Ruine Burg Hilpoltstein

### Bis zum 18. Jahrhundert
Die Anfänge der Burg Hilpoltstein und der zu Füßen der Burg entstandenen Stadt reichen bis ins 10. Jahrhundert zurück. Im 13. und 14. Jahrhundert war die Burg Sitz der Herren von Stein. Im Jahr 1354 wurden Hilpoltstein die Stadtrechte verliehen. Schweiger von Gundelfingen verkaufte zwei Jahre darauf Burg und Stadt Hilpoltstein an die Wittelsbacher Herzöge Stephan, Johann und Friedrich. Bei der Teilung des Herzogtums kam Hilpoltstein zu Bayern-Ingolstadt. Anno 1392 bestätigte Herzog Stephan die Stadtrechte.
Herzog Ludwig der Reiche von Bayern-Landshut baute 1473 in Hilpoltstein eine Kirche und den „Traidkasten“ an der Burg, der heute als Haus des Gastes genutzt wird. Nach dem Landshuter Erbfolgekrieg im Jahr 1505 wurde Hilpoltstein dem Fürstentum Pfalz-Neuburg zugeschlagen. 1542 wurde Hilpoltstein zusammen mit Heideck und Allersberg für 36 Jahre an die Freie Reichsstadt Nürnberg verpfändet. Herzog Philipp Ludwig löste die Ämter Hilpoltstein, Heideck und Allersberg wieder aus und vermachte sie zusammen mit Sulzbach seinem Bruder, Pfalzgraf Ottheinrich II. Dieser gab Burg und Herrschaft von Hilpoltstein seiner Gemahlin Dorothea Maria als Witwensitz. Nach seinem Tod und dem Umbau der Burg traf die verwitwete „erlauchte Pfalzgräfin“ im Jahr 1606 in Hilpoltstein ein; dies ist heute der Anlass für das alljährliche Burgfest. Im Jahr 1615 setzte Herzog Wolfgang Wilhelm von Pfalz-Neuburg seinen Bruder Johann Friedrich in das Deputat Hilpoltstein ein.
Nach dem Tod von Dorothea Maria 1639 verfiel die Burg. Nach dem Tod Johann Friedrichs verlor Hilpoltstein seine Funktion als Residenzstadt. Im Jahr 1799 wurde Hilpoltstein dem Kurfürstentum Bayern zugeschlagen.

### 19. bis 21. Jahrhundert
1862 wurde das oberpfälzische Bezirksamt Hilpoltstein errichtet. 1880 erfolgte eine Grenzbegradigung zwischen Mittelfranken und der Oberpfalz. Hilpoltstein wurde aus der Oberpfalz ausgegliedert und mit dem vom Bezirksamt Beilngries ausgegliederten Greding zum neuen Bezirksamt Hilpoltstein in Mittelfranken vereinigt. Der aus diesem Bezirksamt entstandene Landkreis Hilpoltstein bestand von 1939 bis 1972. Mit der Gemeindegebietsreform wurde Hilpoltstein 1972 eine Großgemeinde. 47 Dörfer und Weiler wurden eingemeindet.
Hilpoltstein entwickelte sich zum Unterzentrum, erfüllt aber viele Funktionen eines Mittelzentrums. Am 2. September 2006 stellte eine Lokomotive vom Typ ES 64 U4 mit 357 km/h einen neuen Geschwindigkeits-Weltrekord für konventionelle Elektrolokomotiven im Gebiet der Stadt Hilpoltstein auf Höhe der Autobahn-Raststätte Hilpoltstein an der Schnellfahrstrecke Nürnberg–Ingolstadt auf.

### Eingemeindungen
Am 1. Januar 1971 wurde im Zuge der Gebietsreform in Bayern die Gemeinde Solar eingegliedert. Am 1. Januar 1972 folgten Heuberg, Hofstetten, Jahrsdorf, Mindorf, Mörlach, Patersholz, Unterrödel und Zell sowie Teile der Gemeinden Lampersdorf und Tiefenbach. Am 1. Juli 1972 erhielt Hilpoltstein auch einen Teil der bisherigen Gemeinde Pierheim, die bereits im Jahr 1875 umbenannt wurde (vorher Bierheim). Meckenhausen kam am 1. Juli 1976 hinzu. Mit der Eingliederung von Lay wurden am 1. Mai 1978 die Eingemeindungen abgeschlossen.

### Bevölkerungsentwicklung
| Jahr | Bevölkerung |
| ---- | ----------- |
| 1961 | 7.766       |
| 1970 | 9.002       |
| 1990 | 10.781      |
| 1995 | 11.952      |
| 2000 | 12.471      |
| 2005 | 13.147      |
| 2010 | 13.327      |
| 2011 | 13.050      |
| 2015 | 13.287      |
| 2019 | 13.550      |
| 2020 | 13.749      |

In Hilpoltstein starben 2020 rund 130 Menschen.

### Bedeutende Erfindungen
In Hilpoltstein wurde der Elsbett-Motor erfunden, der mit Rapsöl betrieben wird.

## Politik
Der Haushaltsplan 2024 der Stadt umfasst ein Volumen Gesamtvolumen von 65 Millionen Euro. Davon entfallen 40 Millionen auf ständige und laufende Kosten sowie 25 Millionen Euro auf Investitionen. Die geplante Pro-Kopf-Verschuldung soll angesichts größerer Investitionen von 13 Euro (2024) bis 2027 auf 1546 Euro steigen.

### Bürgermeister
Seit 2008 ist Markus Mahl (SPD) Erster Bürgermeister. Dieser folgte auf Helmut Neuweg (CSU).

### Stadtrat
Die letzten Kommunalwahlen führten zu den folgenden Sitzverteilungen im Stadtrat (n. k. = nicht kandidiert):
|                       | 2008  | 2014  | 2020  |
| --------------------- | ----- | ----- | ----- |
| CSU                   | 11    | 8     | 8     |
| SPD                   | 7     | 9     | 6     |
| Freie Wähler (FW)     | 6     | 7     | 6     |
| FDP                   | 0     | n. k. | n. k. |
| Bündnis 90/Die Grünen | n. k. | n. k. | 4     |
| Summe                 | 24    | 24    | 24    |

### Wappen und Flagge
Wappen
| Wappen von Hilpoltstein | Blasonierung: „Unter dreimal von Silber und Blau geteiltem Schildhaupt in Gold ein rot gezungter schwarzer Adler.“ |
| Wappen von Hilpoltstein | Wappenbegründung: Hilpoltstein war Sitz der Herren von Stein. Der Adler und das Schildhaupt sind dem Wappen der Herren von Stein entnommen. Gleiches gilt für die Farben Silber und Blau. Sie werden auch als Hinweis auf die wittelsbachische Herrschaft seit 1386 gedeutet. Hilpoltstein führt seit dem 14. Jahrhundert ein Wappen. |

Flagge
Die Gemeindeflagge ist schwarz-gelb.

### Städtepartnerschaften
Eine Städtepartnerschaft besteht seit dem Jahr 2000 mit der Gemeinde Seilhac im französischen Limousin.

## Kultur und Sehenswürdigkeiten

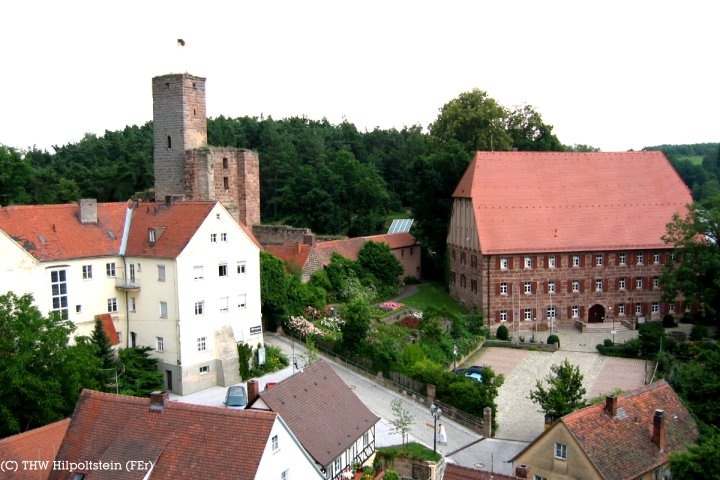
Burg und Traidkasten

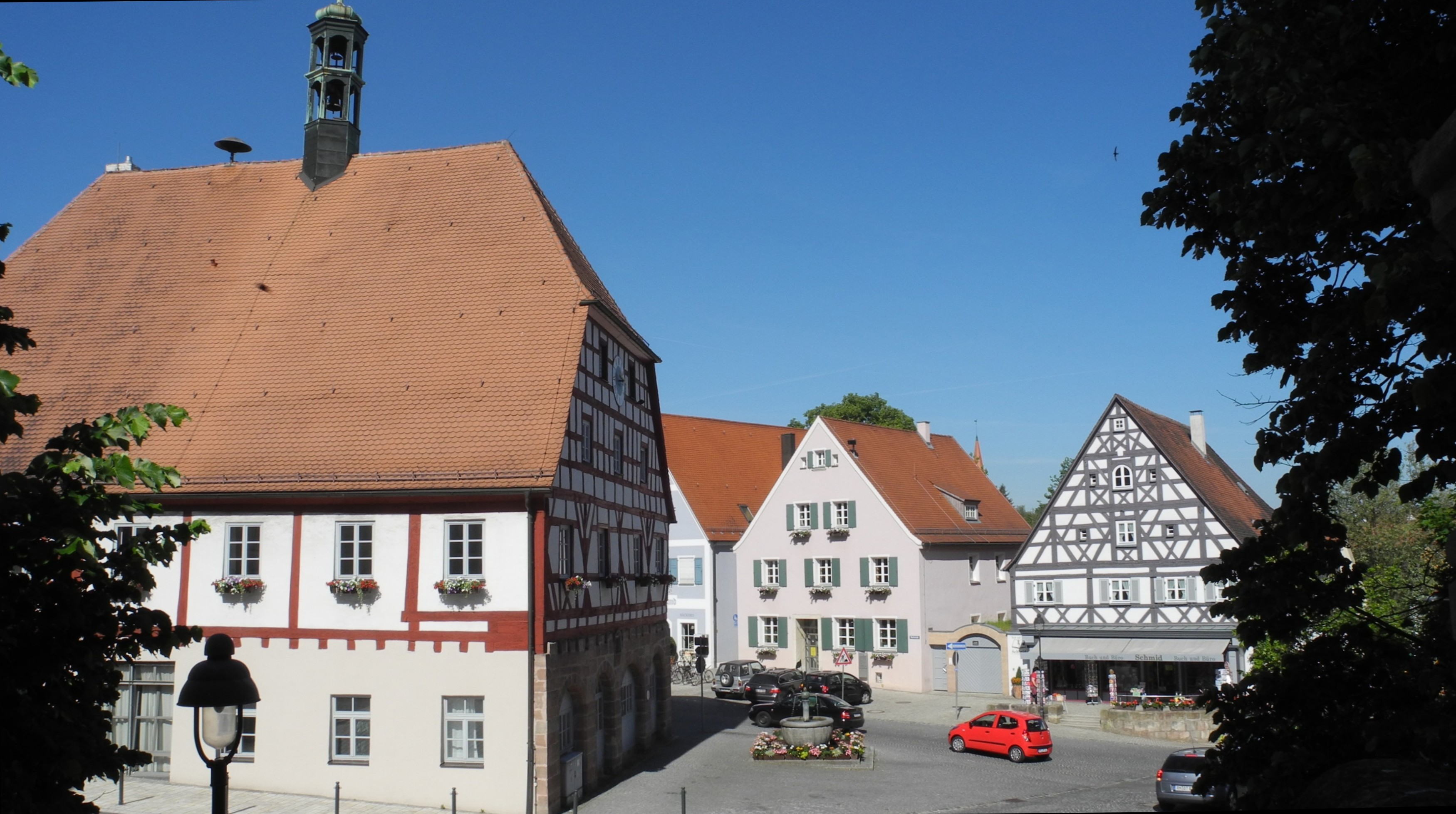
Rathaus Hilpoltstein mit Rathaus II und Schmidhaus im Hintergrund

### Sehenswürdigkeiten
- Burgareal
  - Begehbare Burgruine Hilpoltstein
  - Traidkasten, heute Haus des Gastes mit Touristinformation und Volkshochschule
- Mittelalterlich geprägte Bürgerstadt
  - Stadtmauer
  - Stadtkirche St. Johannes der Täufer von 1473, neues Langhaus von 1732, reich barockisiert
  - Rathaus, 1417 als Handelshaus erbaut
  - Chorherrenhaus von 1491
  - Gasthof Schwarzes Ross, romanische Kellergewölbe, hochmittelalterliche Stadtbefestigung mit Wehrgang, Fachwerkbauten des 16. Jahrhunderts und Baureste einer Brauerei aus der Renaissancezeit
  - Museum „Schwarzes Roß“: altes Handwerk, Stadtgeschichte, historische Braustätte
  - Etliche alte Bürgerhäuser, teilweise Fachwerk
- Adelsviertel
  - Jahrsdorferhaus, Edelsitz der Jahrsdorfer von 1523
  - Residenz, erbaut 1618 bis 1624, wurde 2010–2011 saniert, jetzt sind die Stadtbücherei und das Kulturzentrum dort untergebracht

### Musik
- Die Stadt hat mit der Stadtkapelle eine der ältesten musikalischen Vereinigungen Deutschlands mit einer nachgewiesenen Tradition seit 1552.

### Regelmäßige Veranstaltungen

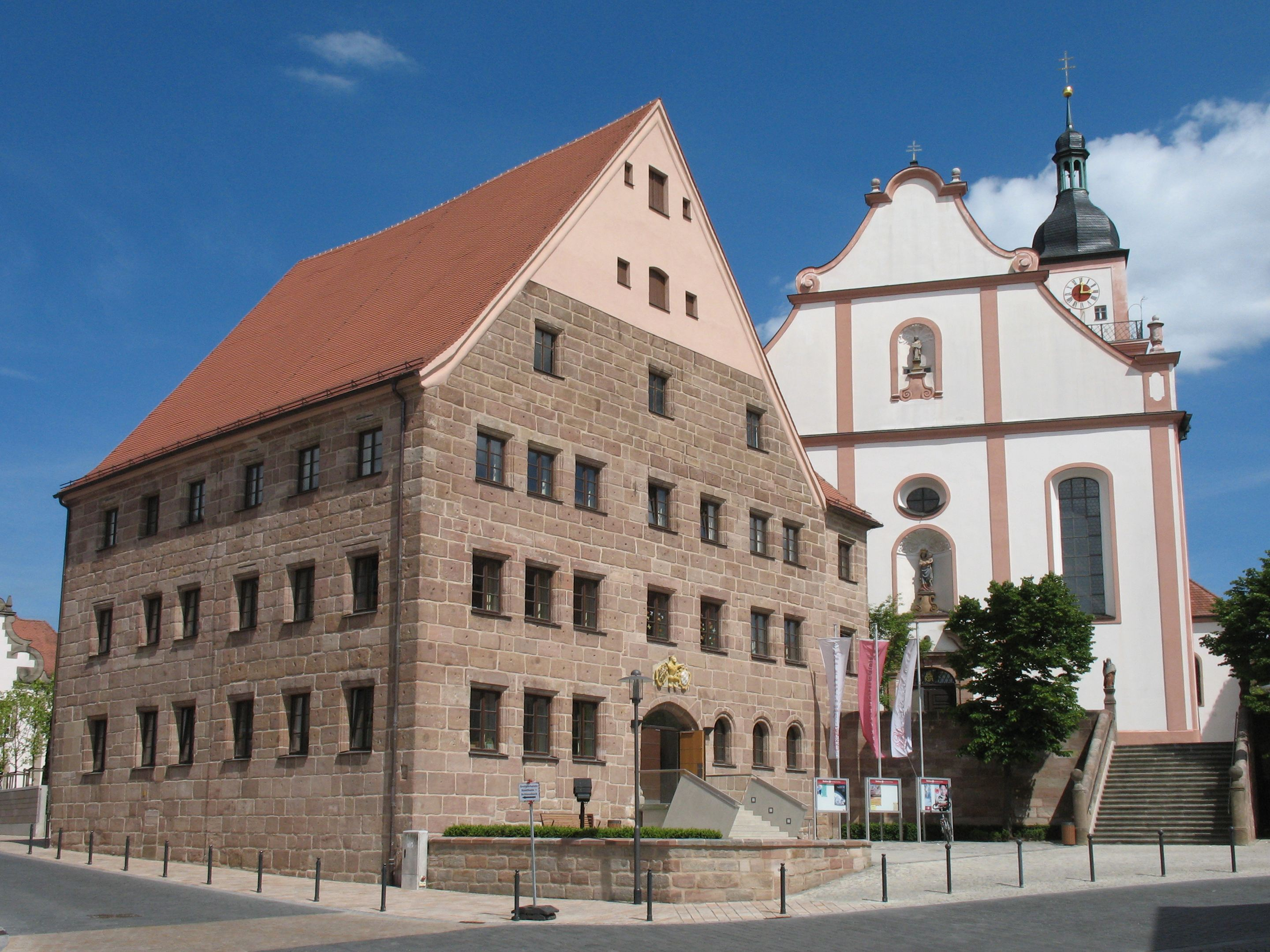
Ehemalige pfalzgräfliche Residenz Johann Friedrichs von 1618–1624 (ehemals Amtsgericht) und Stadtpfarrkirche St. Johannes der Täufer (von 1473)

- ResidenzKultur mit regelmäßigen Kulturveranstaltungen in der Residenz Hilpoltstein und an anderen Spielorten sowie Ausstellungen
- Frühlingskonzert der Stadtkapelle Hilpoltstein im April
- Duathlon-Day: Duathlon für Schüler und Jugendliche (vormittags) und Erwachsene (nachmittags, mit Einzel- und Staffelwettbewerb) am letzten Sonntag im April
- Mali-Fest: Benefiz-Open-Air am Freitag nach Christi Himmelfahrt (Mai)
- Mittelalterfest „Ritter, Barden, Beutelschneider“ alljährlich im Mai; mit Lagerleben, mittelalterlichen Konzerten, Mittelaltermarkt sowie Schwertkämpfen und Ritterturnieren
- Katastrophenturnier im Mai
  - Fußballturnier der Hilpoltsteiner Rettungsorganisationen: Freiwillige Feuerwehr, BRK, Wasserwacht, Polizei, Technisches Hilfswerk
- Standkonzert der Stadtkapelle Hilpoltstein am Abend vor Fronleichnam
- Kellerfest der Stadtkapelle Hilpoltstein im Juni/Juli
- Challenge Roth: Triathlon am ersten Sonntag im Juli
- Burgspiel (Aufführungen ab Mitte Juli bis zum Burgfestsonntag)
- Burgfest am ersten Wochenende im August
  - Freitag: Zapfenstreich, Eröffnung am Marktplatz, Bierprobe im Festzelt, Festzeltbetrieb
  - Samstag: Burgfest-Trödelmarkt in der Altstadt, Sautrogrennen am Stadtweiher, Festzeltbetrieb
  - Sonntag: Weckruf der Turmbläser, Burgfestlauf, Standkonzert der Stadtkapelle Hilpoltstein, Einzug der Pfalzgräfin auf den Marktplatz, historisches Festspiel am Marktplatz, historischer Festzug durch die Altstadt zum Festplatz, Festzeltbetrieb
  - Montag: Traditioneller Frühschoppen, Kindernachmittag, Festzeltbetrieb, Brillanthochfeuerwerk
- Rock hinter der Burg im August
- Benefizkonzert, Veranstalter: Lions Club Roth-Hilpoltstein, im Oktober/November mit Unterstützung der Stadtkapelle Hilpoltstein
- „HIP live“ Musikfestival mit mehreren Bühnen in der Altstadt im September
- Drachenfest am letzten Septemberwochenende mit Flugvorführungen von Drachen am Main-Donau-Kanal bei Heuberg[23]
- Summer-End-Party auf dem Marktplatz im September/Oktober
- Weihnachtsmarkt mit Adventskonzert am ersten Advent

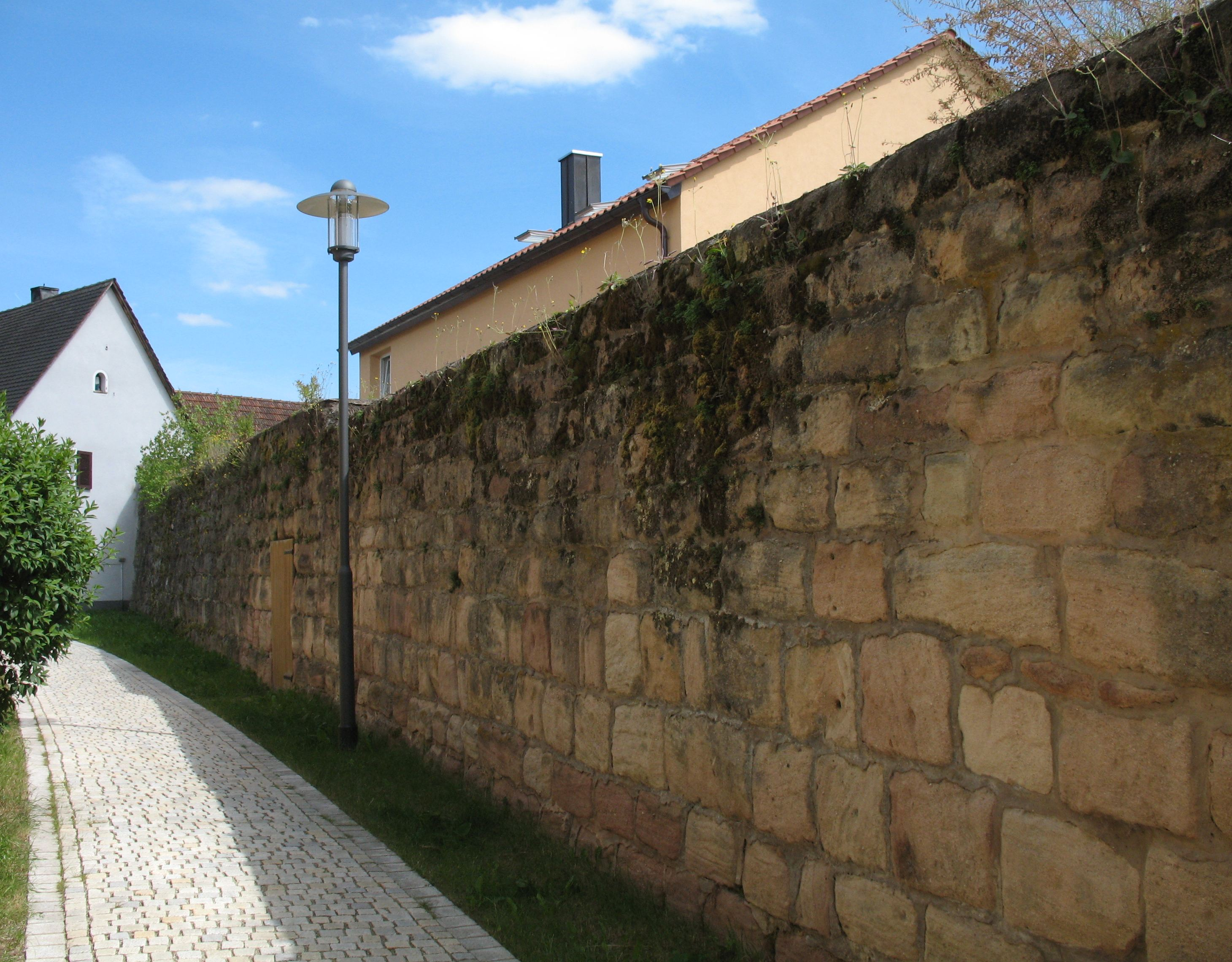
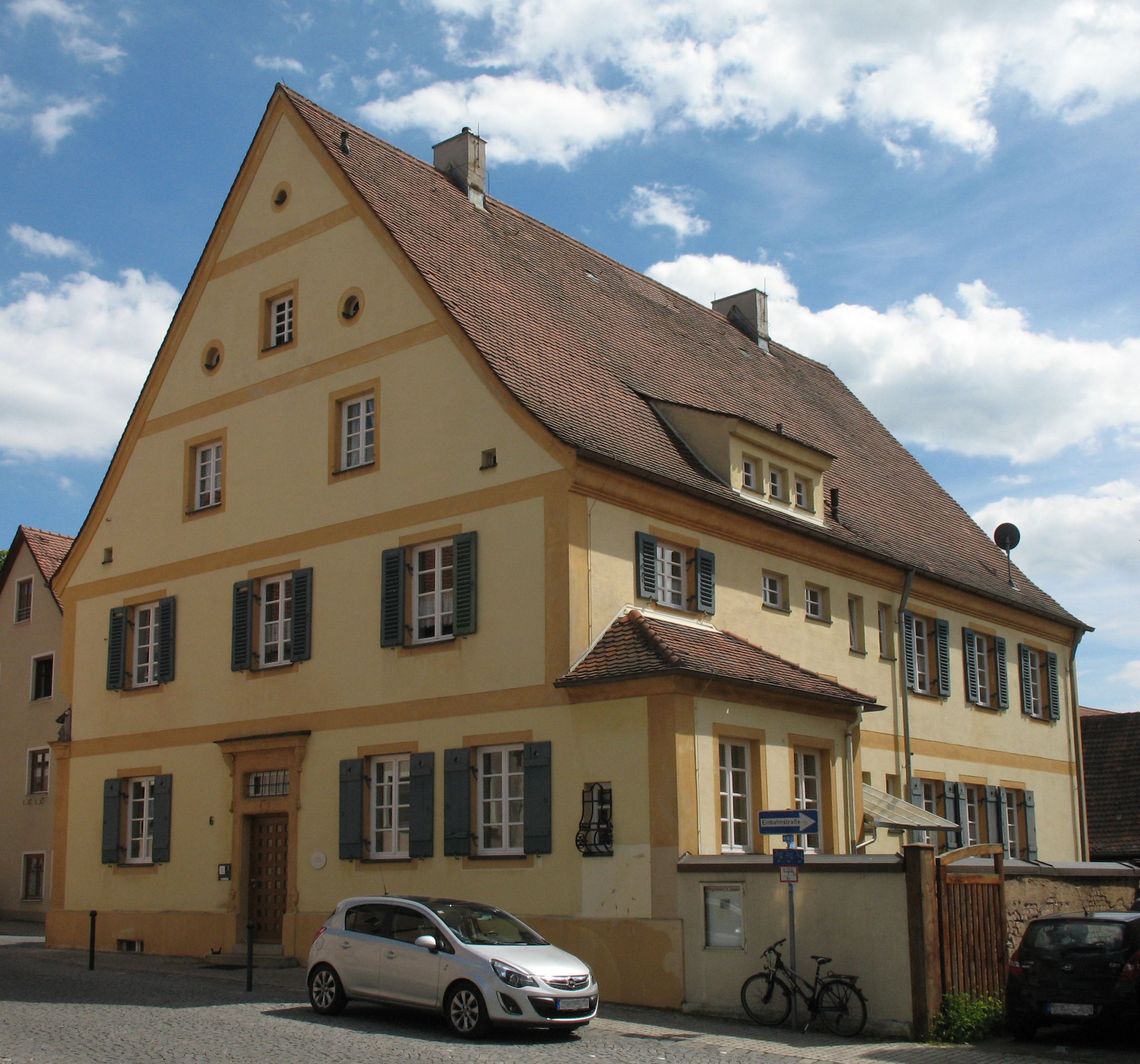
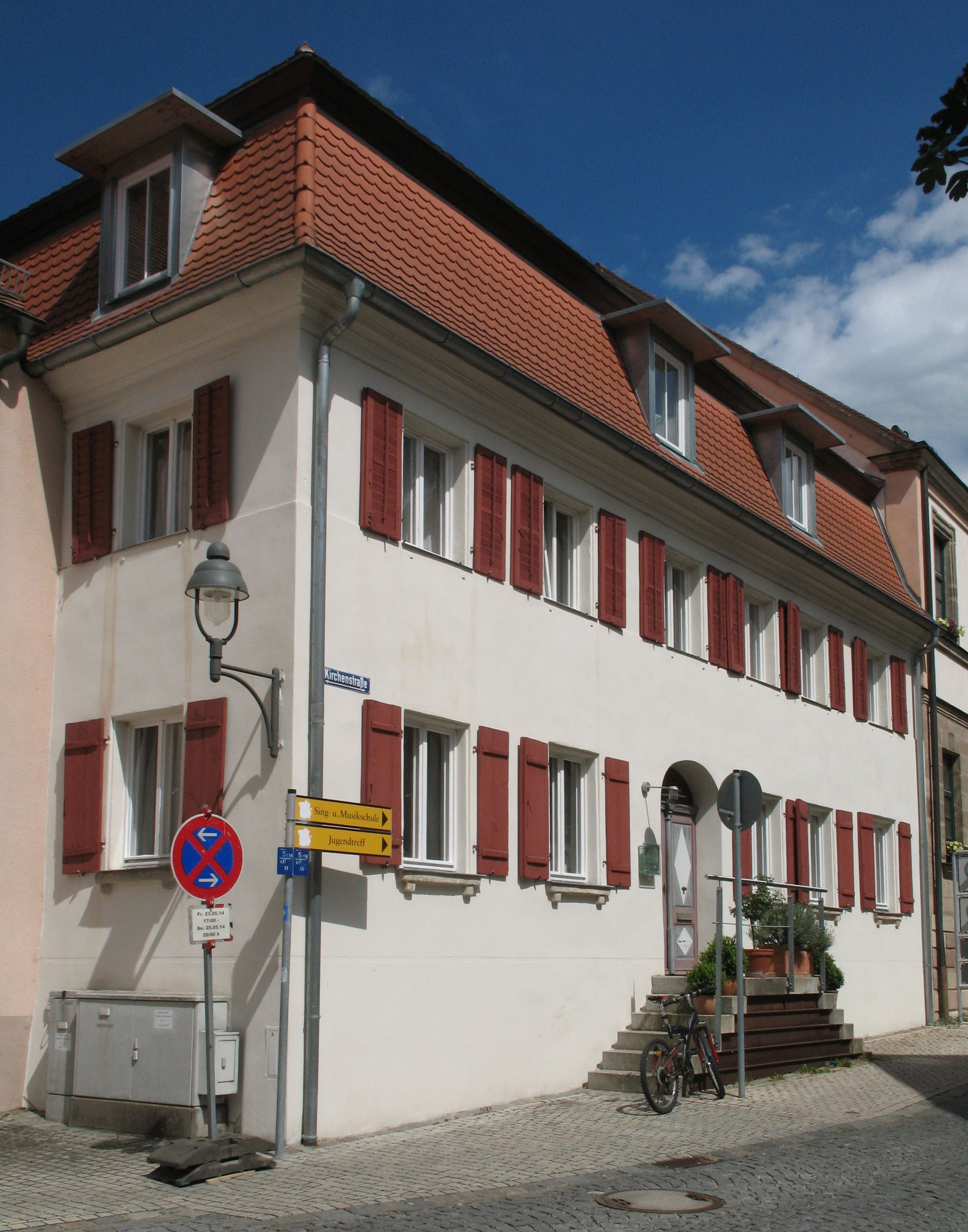
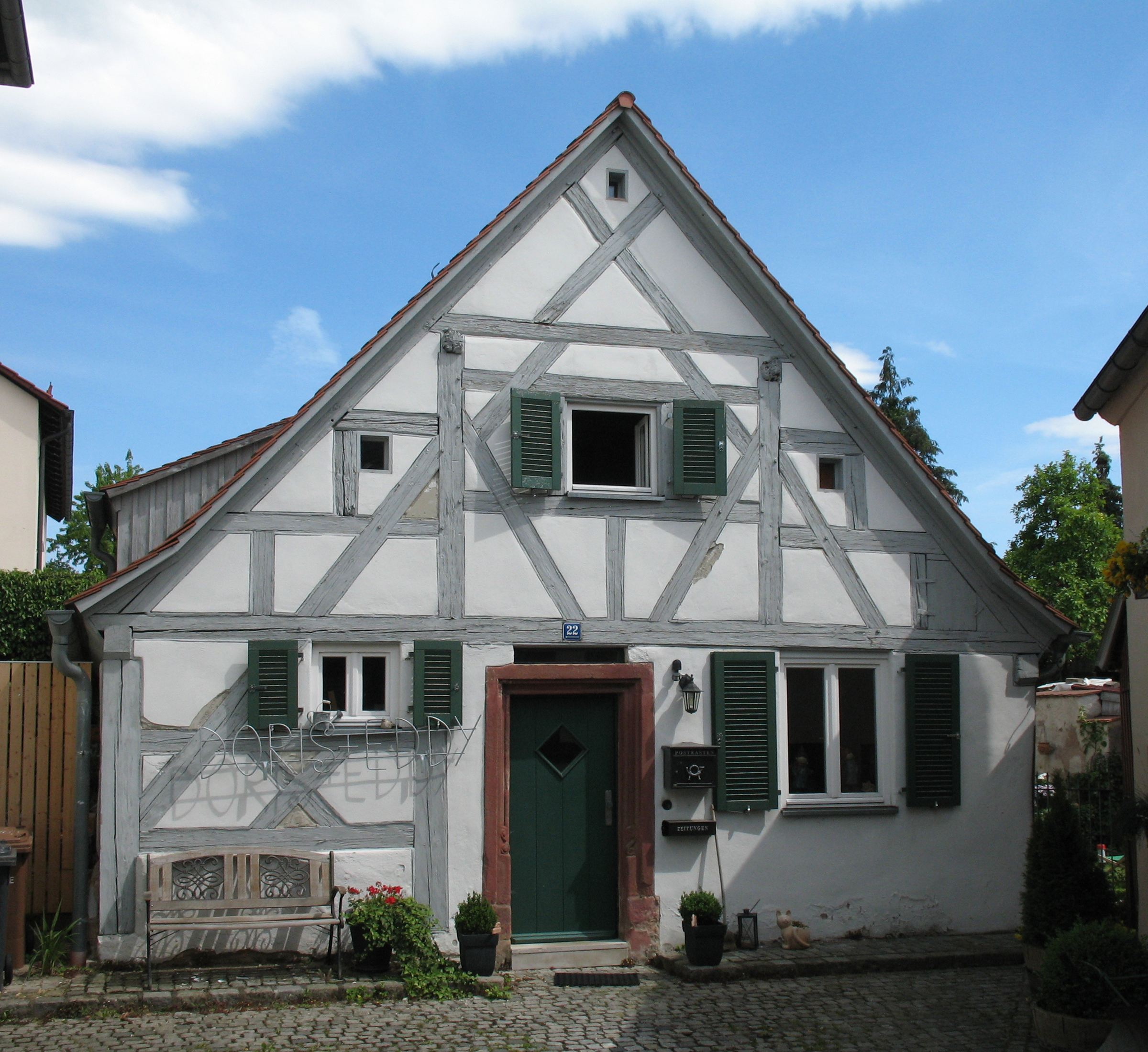
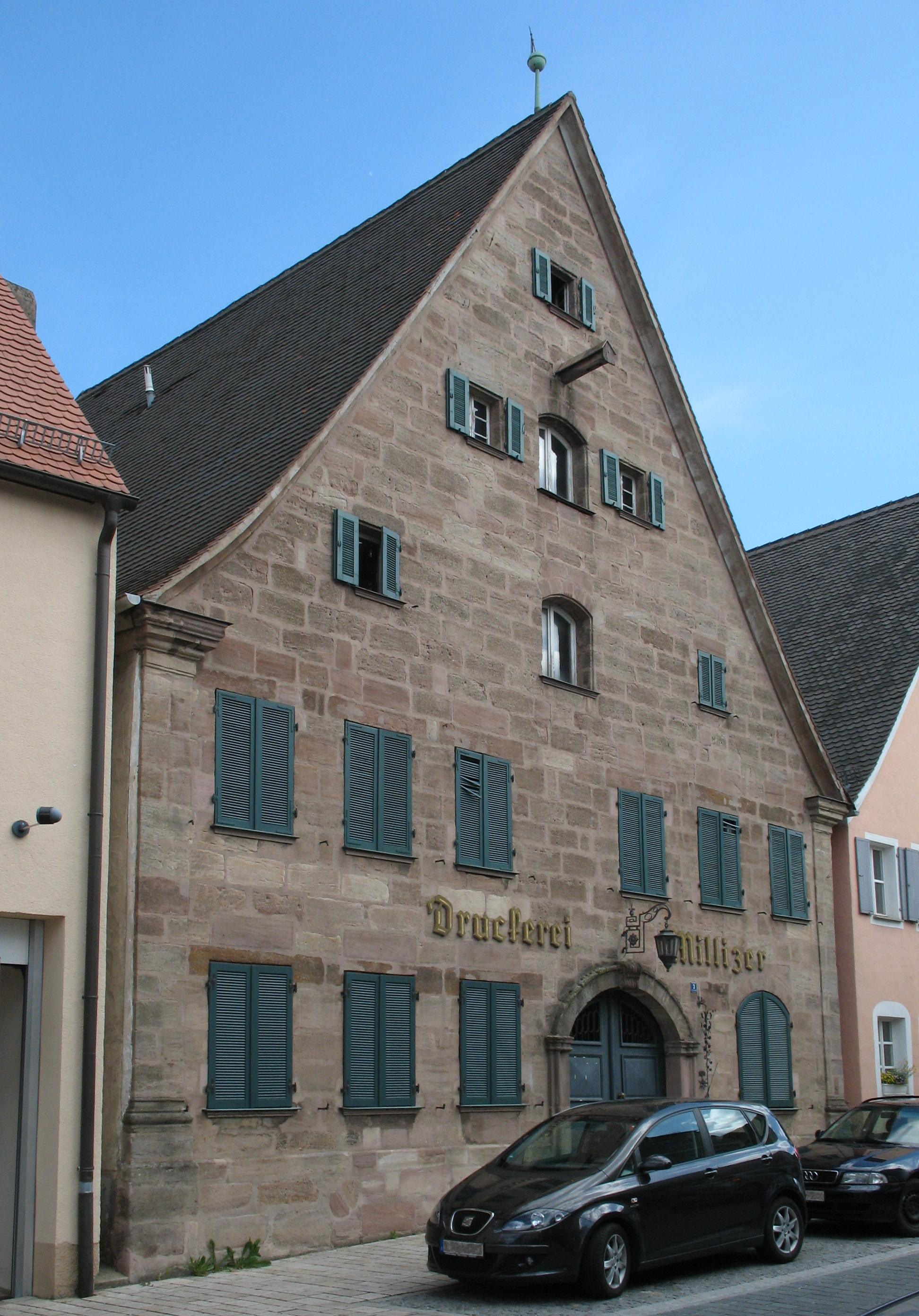
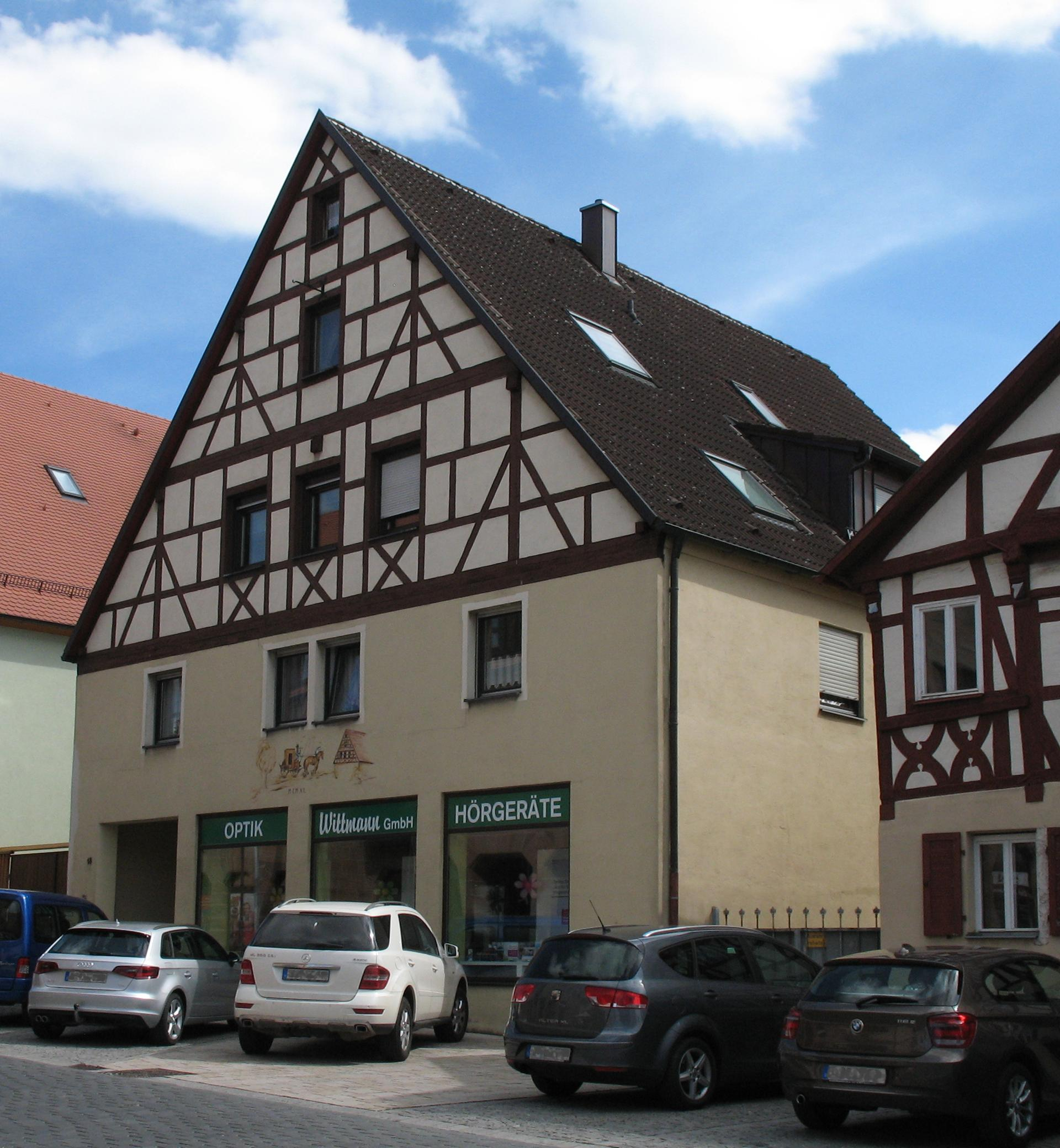

## Wirtschaft und Infrastruktur

### Verkehr

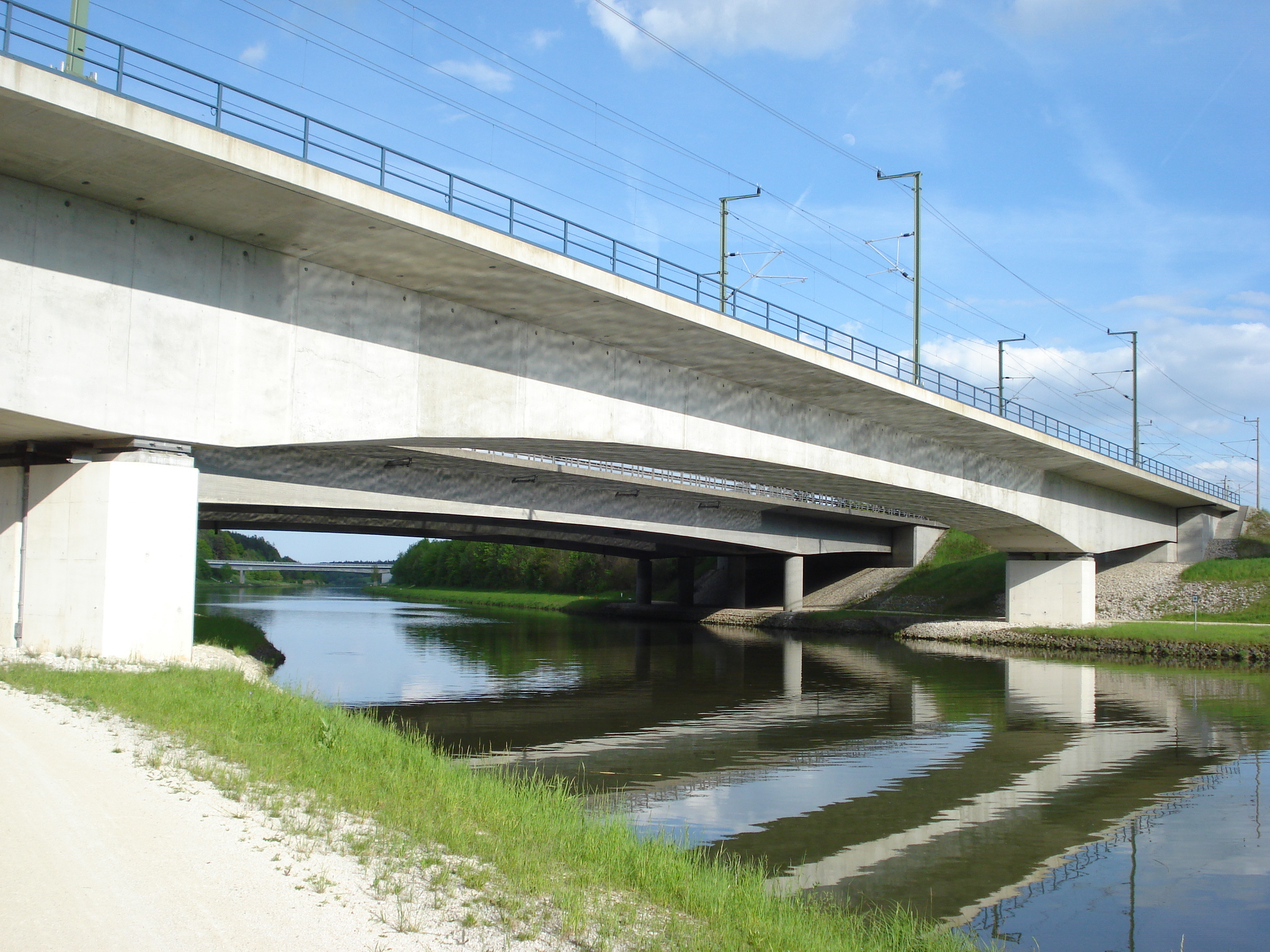
Main-Donau-Kanal-Brücke

- Hilpoltstein liegt an der Bundesautobahn 9 und ist über zwei Ausfahrten zu erreichen: Hilpoltstein (Süd/AS-Nr. 56) und Allersberg (Hilpoltstein-Nord/AS-Nr. 55). Die Staatsstraße 2220 führt über Eckersmühlen nach Roth zu einer Anschlussstelle der B 2 (8,5 km nordwestlich) bzw. über Mörsdorf nach Freystadt (10 km östlich). Die Staatsstraße 2225 führt über Alfershausen nach Thalmässing (11 km südlich) bzw. nach Allersberg (7,5 km nordöstlich). Die Staatsstraße 2238 führt nach Meckenhausen (7,3 km östlich).[3]
- Der Bahnhof Hilpoltstein ist Endpunkt der Bahnstrecke Roth–Hilpoltstein („Gredl“) und ein zukünftiger Endpunkt im Netz der S-Bahn Nürnberg.[24] Von der einst dreigleisigen Bahnhofsanlage mit mehreren Gebäuden[25] (Betriebs- und Nebengebäude, Ladehalle)[26] ist heute noch ein Bahnsteiggleis mit modernisiertem Bahnsteig sowie das Hauptgebäude erhalten.
- Eine Buslinie verkehrt zum Bahnhof Allersberg der Schnellfahrstrecke Nürnberg–Ingolstadt. Im Bereich der Stadt liegt auch die Main-Donau-Kanal-Brücke der Strecke.
- Weitere Buslinien verkehren Richtung Heideck und Greding. Anrufsammeltaxen von Roth und vom Bahnhof Hilpoltstein brachten im Jahr 2024 378 Fahrgäste im Stadtgebiet bis zur Haustür. Ein Rufbus, der mit einem festen Fahrplan aus den Ortsteilen zum Bahnhof Hilpoltstein verkehrt, wurde 2024 9760-mal genutzt.[27]
- Zum Stadtgebiet Hilpoltstein gehören eine Anlegestelle und eine Schleuse am Main-Donau-Kanal. Die Schleuse Hilpoltstein zählt neben den Schleusen Leerstetten und Eckersmühlen zu den drei Schleusen mit den größten Hubhöhen in Deutschland.
- Der nächstgelegene Flughafen ist der Flughafen Nürnberg.

### Bildung
- In Hilpoltstein sind vier Schularten vertreten: Grundschule, Mittelschule, Realschule und Gymnasium.
- Hinzu kommen die Comenius-Schule (staatlich anerkanntes Förderzentrum), die Sonderberufschule für Hörgeschädigte der Regens-Wagner-Stiftung, die Gehörlosenschule Zell, die Förderschule Weinsfeld sowie die Musikschule Hilpoltstein.

### Gewerbegebiete
Folgende Gewerbegebiete sind vorhanden:
Gewerbegebiet am Kränzleinsberg, Gewerbegebiet an der Autobahn 9.

### Tourismus
Im Jahre 2023 wurden in Hilpoltstein knapp 50.800 Übernachtungen (in Herbergen mit wenigstens zehn Betten) gezählt. Dies war die zweithöchste Zahl im Landkreis Roth.

### Landeszentrale des LBV
Im Ort befindet sich die Landeszentrale des Landesbundes für Vogelschutz in Bayern e. V.

### Medien
Es gibt zwei Tageszeitungen, die über Hilpoltstein und die nähere Umgebung berichten:
- Hilpoltsteiner Kurier (Regionalausgabe des Donaukuriers)
- Hilpoltsteiner Zeitung (Regionalausgabe der Nürnberger Nachrichten)

## Persönlichkeiten

### Söhne und Töchter der Stadt
- Johann Christoph Sturm (1635–1703), Astronom und Mathematiker
- Carl von Imhoff (1734–1788), in Mörlach geborener Berufsoffizier, Kolonialoffizier der Britischen Ostindien-Kompanie und Porträtmaler
- Aloys Joseph Adam (1763–1825), Vizepräsident des königlichen Appellationsgerichts in Bamberg
- Joseph Bittner (1822–1908), Orgelbauer
- Friedrich Eibner (1825–1877), Maler
- Joseph Franz Bittner (1852–1915), Orgelbauer
- Robert Fischer (1859–1937), General der Infanterie
- Hans Raum (1883–1976), Pflanzenbauwissenschaftler und Agrarhistoriker
- Alfons Fleischmann (1907–1998), in Lochmühle geborener Theologe, Universitätsprofessor und Gründungsrektor der Kirchlichen Gesamthochschule Eichstätt
- Emil Vierlinger (1909–1984), Volkssänger, Schauspieler, Moderator und Autor
- Toni Rutschmann (7. Juni 1923–1983), Dekorateur, Maler, Grafiker[29]
- Ernst Reiter (1926–2025), Kirchenhistoriker in Eichstätt
- Leonhard Hell (* 1958), katholischer Theologe
- Kai Thomas Platz (* 1965), Mittelalterarchäologe
- Gunther Klautke (* 1966), strahlentherapeutischer Onkologe
- Oliver Quiring (* 1969), Kommunikationswissenschaftler

### Personen, die vor Ort wirken oder gewirkt haben
- Jacob Paix (1556–ca. 1623), Organist, Komponist, Herausgeber von Musik; kein Nachweis für Hilpoltstein, Aufenthalt wird vermutet.[30]
- Ludwig Elsbett (1913–2003), Ingenieur und Erfinder des Elsbett-Motors
- Ludwig Sothmann (* 1940), Naturschützer
- Rolf Volland (* 1967), deutscher Autorennfahrer im Motorsport Rallycross
- Dorothea Maria Müller (* 1985), Schauspielerin
- Phil Laude (* 1990), Schauspieler, Sänger und Comedian.